# Punsch

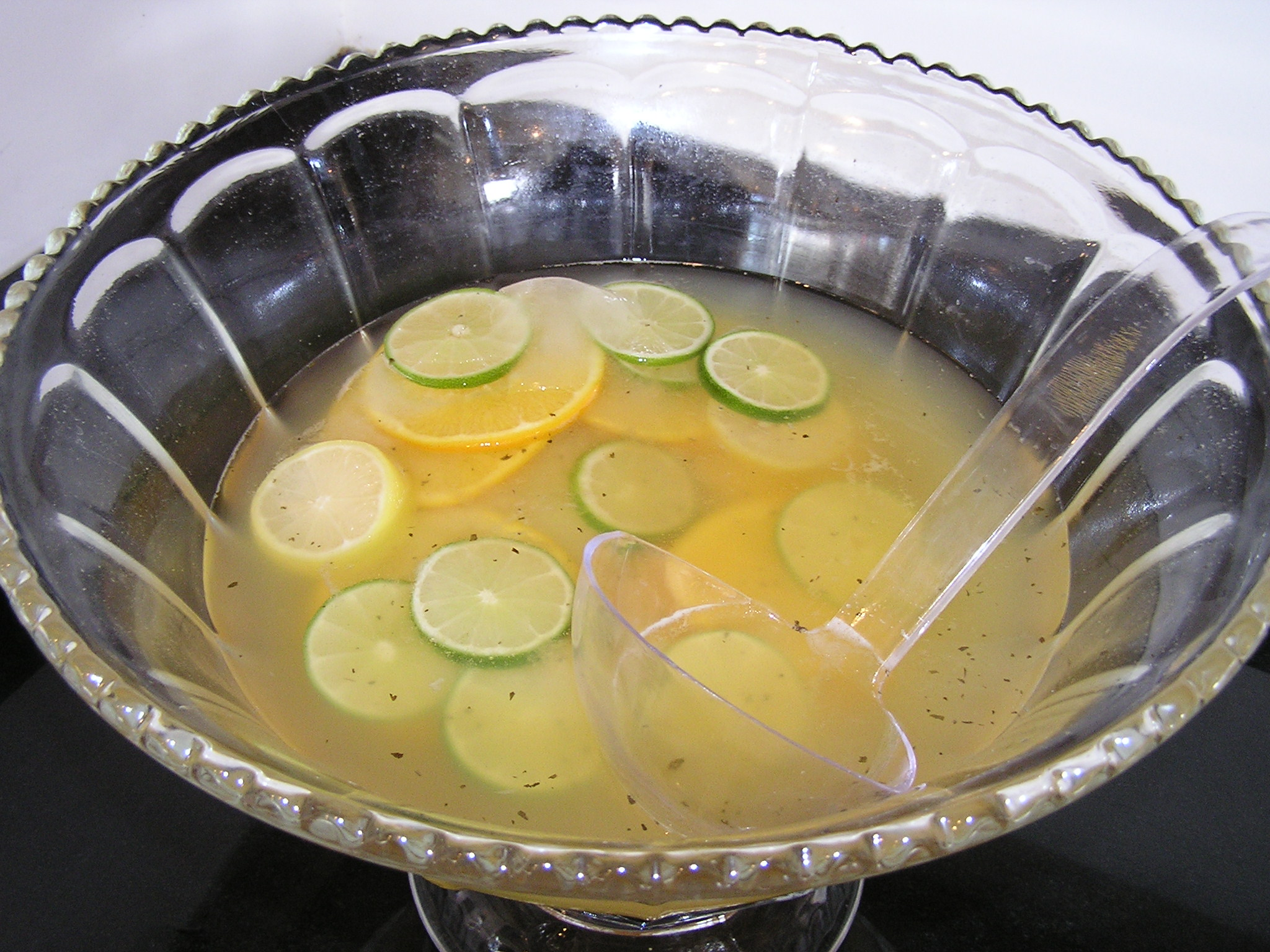
Southern Bourbon-Punch

Punsch (nach Hindi पाँच pā̃c, „fünf“) ist ein alkoholisches, meist heißes Mischgetränk, das ursprünglich aus Indien stammt und aus fünf Zutaten besteht (daher der Name). Die traditionellen Zutaten sind Arrak, Zucker, Zitronen, Tee oder Wasser und Gewürze.
Vor allem in Österreich und Tschechien ist der Punsch neben Glühwein und Jagertee das beliebteste Getränk auf Weihnachtsmärkten.

## Geschichte

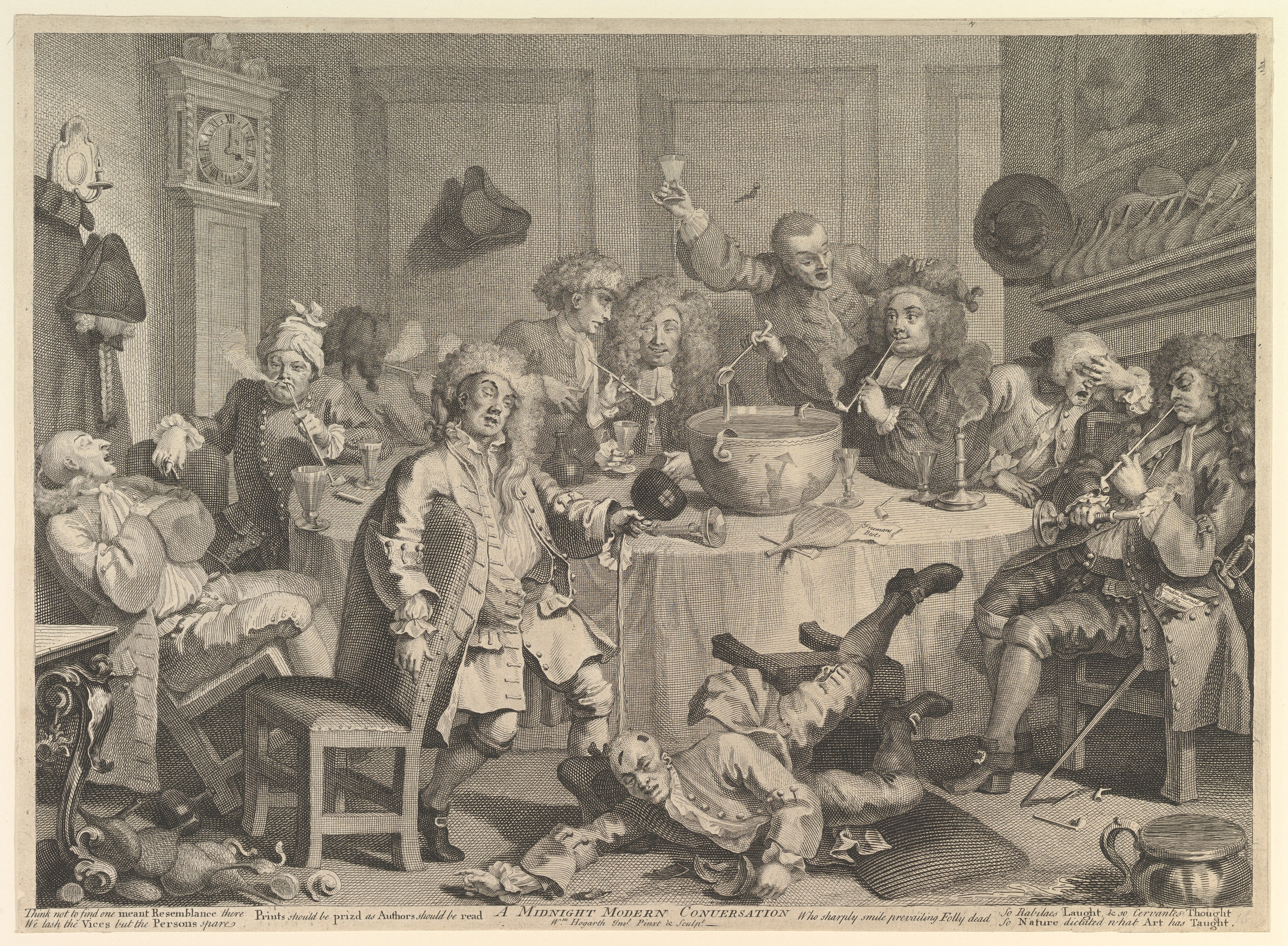
Nächtliche Punsch-Gesellschaft, William Hogarth, etwa 1765

Englische Seefahrer der britischen Ostindien-Kompanie lernten das Getränk in Indien unter der hindustanischen Bezeichnung „pantsch“ (fünf) kennen und schrieben es englisch „Punch“. Sie brachten das Getränk im 17. Jahrhundert mit nach Europa.
Im 17. Jahrhundert gelangte das Getränk nach Deutschland. 1735 verdeutschte Johann Heinrich Zedler in seinem Großen vollständigen Universal-Lexicon Aller Wissenschafften und Künste die englische Bezeichnung Punch zu „Puntsch“. Als Zutaten des „starcken Getränckes“ gab er an: Branntwein, Wasser, Zucker, Pomeranzensaft und Muskatnüsse.
Im 18. Jahrhundert wurde das Getränk gelegentlich auch kalt getrunken. Wolfgang Amadeus Mozart hatte das Getränk 1764 während einer Englandreise kennengelernt, in Wien und Salzburg war es damals noch unbekannt. Leopold Mozart berichtete begeistert an seinen Freund Johann Lorenz Hagenauer über das spätere Lieblingsgetränk seines Sohnes: „Punch, wird Punsch ausgesprochen, und ist ein Getränk von Wasser, Rhum, Zucker und Limonien gesotten. Wird warm oder kalt getruncken nach belieben … Punch und eine Pfeife Toback ist das englische Element“.
Der deutsche Romantiker E. T. A. Hoffmann hat dem Punsch in seiner Novelle Der goldne Topf ein literarisches Denkmal gesetzt: „Der Registrator Heerbrand griff in die tiefe Tasche seines Matins und brachte in drei Reprisen eine Flasche Arrak, Zitronen und Zucker zum Vorschein. Kaum war eine halbe Stunde vergangen, so dampfte ein köstlicher Punsch auf Paulmanns Tische.“

## Zubereitung
Bei der Zubereitung sollte darauf geachtet werden, dass das Getränk nur erhitzt wird und nicht zu kochen beginnt, damit das Aroma und der Alkohol erhalten bleiben. Ferner sollten nur unbehandelte Zitronen verwendet werden, da als aromatisierende Zutat je nach Geschmack auch die Zitronenschale oder ganze Zitronenscheiben zugefügt werden.
Ein Kochbuch aus dem Jahr 1903 gibt folgendes Punschrezept an: „Man reibt das Gelbe von 4 Zitronen an Zucker ab, brüht 8 Gr. feinen Schwarzthee mit 1,5 l kochendem Wasser ab, drückt den Saft der Zitronen dazu, gießt den Tee durch ein Tüchlein in eine Pfanne, legt den Zucker, an welchem die Zitronen abgerieben wurden, hinein und gießt ¼ l Arrak dazu. Nun deckt man die Pfanne zu und läßt den Punsch über dem Feuer anziehen, bis er ins Sieden kommt; dann wird er sogleich durch eine Serviette in die Punschterrine geschüttet und serviert.“
Die Alkoholkomponente Arrak, eine hochprozentige Spirituose aus Palmzuckersaft und Reismaische, dessen Aroma ähnlich würzig und intensiv ist wie das des Rums, wird heute oft durch Rum, Weinbrand oder Wein ersetzt.

## Varianten
Bekannte Varianten sind die Feuerzangenbowle, der Eierpunsch und der Eggnog. Der in Norddeutschland beliebte friesische Teepunsch wird aus dünnem Tee und Köm zubereitet.
An alkoholfreien Varianten gibt es den Autofahrerpunsch, der meist aus Schwarztee und Orangensaft besteht und mit Zimt und Nelken gewürzt ist, und den süßeren Kinderpunsch auf Basis von Früchtetee.
Der Silvesterpunsch kam um 1900 in Deutschland zu Silvester in Mode, um auf das neue Jahr anzustoßen; Sekt wurde dafür erst später populär.

## Rezeption
Friedrich Schiller (1759–1805) begnügte sich in seinem Punschlied mit vier Zutaten – Zitronen, Zucker, Wasser und „Geist“ (Spirituosen) – und deutete diese in seinem (und bezogen auf „Erde“, „Feuer“, „Wasser“ und „Luft“) im Sinne der Vier-Elemente-Lehre Sinne:
Punschlied

Vier Elemente,

Innig gesellt,

Bilden das Leben,

Bauen die Welt.

Preßt der Zitrone

Saftigen Stern!

Herb ist des Lebens

Innerster Kern.

Jetzt mit des Zuckers

Linderndem Saft

Zähmet die herbe

Brennende Kraft!

Gießet des Wassers

Sprudelnden Schwall!

Wasser umfänget

Ruhig das All.

Tropfen des Geistes

Gießet hinein!

Leben dem Leben

Gibt er allein.

Eh es verdüftet

Schöpfet es schnell,

Nur wenn er glühet,

Labet der Quell.